# 静岡県道244号大東菊川線
静岡県道244号大東菊川線（しずおかけんどう244ごう だいとうきくがわせん）は、静岡県掛川市、菊川市を通る道路（県道）である。

## 概要

### 路線データ
- 陸上距離：14.5km
- 起点：掛川市千浜（国道150号交点）
- 終点：菊川市牛渕（静岡県道242号浜岡菊川線交点）

## 特徴
- 菊川市丹野（丹野池） - 菊川市牧之原に通行不能区間があり、丹野池周辺には、幅員制限1.0mの標識がある。

## 重複区間
- 静岡県道69号相良大須賀線（菊川市高橋 - 菊川市川上）
- 静岡県道245号川上菊川線（菊川市川上 - 菊川市丹野）

## 通過する自治体
- 静岡県
  - 掛川市 - 菊川市

## 接続路線
- 国道150号
- 静岡県道372号大東相良線
- 静岡県道37号掛川浜岡線
- 静岡県道69号相良大須賀線
- 静岡県道245号川上菊川線
- 静岡県道242号浜岡菊川線